# ГЕС Gēzhěn
ГЕС Gēzhěn (海南戈枕枢纽工程) — гідроелектростанція на півдні Китаю у острівній провінції Хайнань. Знаходячись після ГЕС Dàguǎngbà, становить нижній ступінь каскаду на річці Changhua, яка впадає до Тонкінської затоки на північно-західному узбережжі острова.
У межах проєкту долину річки перекрили комбінованою греблею висотою 32 метри та довжиною 1092 метри, яка включає розташовану в річищі бетонну ділянку та прилягаючу до неї ліворуч насипну секцію. Ця споруда утримує водосховище з об'ємом 146 млн м3.
Пригреблевий машинний зал обладнали двома турбінами типу Каплан потужністю по 40 МВт, котрі забезпечують виробництво 166 млн кВт·год електроенергії на рік.
Окрім виробництва електроенергії комплекс має забезпечувати подачу 220 млн м3 води на рік для потреб водопостачання та зрошення.